# Hydrovatus aristidis
Hydrovatus aristidis är en skalbaggsart som beskrevs av Leprieur 1879. Hydrovatus aristidis ingår i släktet Hydrovatus och familjen dykare. Inga underarter finns listade i Catalogue of Life.